# Smoky Bay
Smoky Bay ist ein kleiner Ort an der Westküste der Eyre-Halbinsel in Südaustralien.

## Lage
Der Ort liegt 40 Kilometer südöstlich von Ceduna und 60 Kilometer nördlich von Streaky Bay. Er befindet sich auf einem langen Sandstrand, der an der Bootsrampe endet. Erreichbar ist Smoky Bay über einen Abzweig des 1,5 km entfernt vorbeiführenden auf dem Flinders Highway. Flugplätze gibt es in Streaky Bay und Ceduna.

## Geschichte
Smoky Bay wurde von Matthew Flinders im Jahre 1802 entdeckt und kartiert. Er benannte die Bucht nach dem aufsteigenden Rauch der Feuer der dort lebenden Aborigines. Europäische Walfänger kamen zuerst dorthin, was Ruinen ihrer Camps mit Walfischknochen und zurückgelassene Gerätschaften bezeugen. Die ersten festen Gebäude entstanden 1905, 1911 wurden ein Postgebäude und Wohngebäude gebaut; eine Schule und eine Halle wurde 1909 eröffnet. Von 1908 bis 1913 wurde in der Bucht eine Schiffanlegestelle erstellt. Diese Anlegestelle wurde an die Eisenbahn angeschlossen, dennoch ging in der Mitte des 19. Jahrhunderts die Bedeutung des Hafens zurück und in der Folge sank die Bevölkerungszahl. Die verbleibenden Personen betrieben Landwirtschaft, vor allem mit Schafzucht.
1988 begann in der Bucht die Austernzucht, die für den Ort neben der Landwirtschaft und dem Tourismus große Bedeutung hat.

## Bucht
In der Bucht, 10 Kilometer vom Ort entfernt, liegt Eyre Island, eine kleine Sandinsel. Des Weiteren befinden sich in der Bucht kleine Inseln aus Granit, auf denen Seevögel nisten und giftige Tigerottern leben. Bei Niedrigwasser gibt es tiefere Fahrspuren für Boote. An den Ufern der Bucht wachsen teilweise Mangroven und die für die Gegend typischen Gräser auf den Sanddünen. In der Bucht gibt es zahlreiche Vogel- und Fischarten und ferner den großen Weißen Hai.

## Wirtschaft
Der Hafen hatte wirtschaftlich große Bedeutung, das änderte sich, als im Jahr 1988 Aquakulturen für Austern angelegt wurden, die inzwischen eine mehr als 100 Hektar große Fläche in der Smoky Bay bedecken. Die Austern erfreuen sich, neben denen aus der Coffin Bay, in Südaustralien großer Beliebtheit.
Tourismus ist der am schnellsten wachsende Wirtschaftsbereich. Wachsende Belegungszahlen des Caravanparks und der Sandstrände legen davon Zeugnis ab. Die Touristen kommen zum Fischen, Bootfahren, Schwimmen und Schnorcheln, auch die Austernfarmen sind Gegenstand von touristischem Interesse. Die Badestrände sind durch Gitter gegen Haiangriffe gesichert. Schwimmen außerhalb der geschützten Strände kann wegen der Haie riskant sein.
Smoky Bay hat normalerweise 200 Einwohner, in den Sommermonaten leben bis zu 1000 Menschen hier. Es gibt Verpflegungsmöglichkeiten, Kraftstoffe und Gerätschaften zum Freizeitsport. Ein Sportclub mit Tennisplätzen liegt nördlich des Caravanparks.